# ۱۱۳۸ (قمری)
۱۱۳۸ (قمری)، هزار و صد و سی و هشتمین سال در گاهشماری هجری قمری است. اول محرم این سال برابر با نهم سپتامبر سال ۱۷۲۵ میلادی است.